# Chrysiogenes arsenatis
Chrysiogenes arsenatis (лат.) — вид облигатно анаэробных хемолитоавтотрофных бактерий монотипного рода Chrysiogenes. Это единственная бактерия, способная использовать арсенат как конечный акцептор электронов в ходе так называемого «арсенатного дыхания».
В качестве донора электронов использует ацетат, пируват, D- и L-лактат, фумарат, сукцинат и малат. Представляет собой палочковидную, искривлённую подвижную (монотрих) бактерию. Впервые была выделена из загрязнённых соединениями мышьяка областей золотоносных шахт в Ballarat, Австралии.

## Систематика
До 2010 года Chrysiogenes arsenatis являлся единственным представителем одноимённых типа и класса Chrysiogenetes, в 2010 году описано ещё два рода.
Полная (до вида) систематика типа Chrysiogenetes на декабрь 2017 года:
Тип Chrysiogenetes Garrity and Holt 2002
- Класса Chrysiogenetes Garrity and Holt 2002
  - Порядок Chrysiogenetales Garrity and Holt 2002
    - Семейство Chrysiogenetaceae Garrity and Holt 2002
      - Род Chrysiogenes Macy et al.1996typus[3]
        - Chrysiogenes arsenatis Macy et al. 1996

      - Род Desulfurispira Sorokin and Muyzer 2010[4]
        - Desulfurispira natronophila Sorokin and Muyzer 2010

      - Род Desulfurispirillum Sorokin et al. 2010[5]
        - Desulfurispirillum alkaliphilum Sorokin et al. 2010
        - Desulfurispirillum indicum Rauschenbach et al. 2011